# Эквадор на зимних Олимпийских играх 2022
Эквадор участвовал в зимних Олимпийских играх 2022 года в Пекине, Китай, с 4 по 20 февраля 2022 года.
Сборная Эквадора состояла из одной спортсменки, выступавшей на горных лыжах. Как единственная спортсменка страны, Сара Эскобар была знаменосцем нации на церемонии открытия. Тем временем доброволец был знаменосцем во время церемонии закрытия.

## Участники
Ниже приведён список участников, участвующих в Олимпийских Играх.
| Спорт       | Мужчины | Женщины | Всего |
| ----------- | ------- | ------- | ----- |
| Горные лыжи | 1       | 0       | 1     |
| Всего       | 1       | 0       | 1     |

## Горные лыжи
Выполнив базовые квалификационные стандарты, Эквадор квалифицировал одну горнолыжницу.  Сара Эскобар - американская лыжница в первом поколении, которая решила выступать за страну, где родились её родители, Эквадор. Это был второй раз, когда Эскобар представляла Эквадор на олимпийской сцене, когда она каталась на лыжах на зимних юношеских Олимпийских играх 2020 года в Лозанне, Швейцария.
| Спортсмен    | Событие                   | Забег 1 | Забег 1 | Забег 2 | Забег 2 | Всего | Всего |
| Спортсмен    | Событие                   | Время   | Место   | Время   | Место   | Время | Место |
| ------------ | ------------------------- | ------- | ------- | ------- | ------- | ----- | ----- |
| Сара Эскобар | Женский гигантский слалом | 1:21.26 | 61      | DNF     | DNF     | DNF   | DNF   |